# Бунде
Бунде (нем. Bunde) — община в Германии, в земле Нижняя Саксония.
Входит в состав района Лер. Население составляет 7524 человека (на 31 декабря 2010 года). Занимает площадь 121 км².
Коммуна подразделяется на 5 сельских округов.

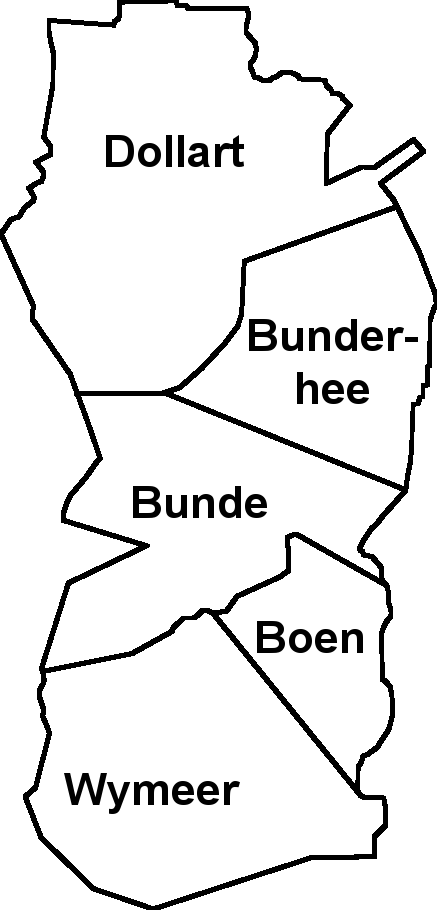
Бунде

| Год  | Население |
| ---- | --------- |
| 1990 | 7146      |
| 1995 | 7288      |
| 2000 | 7326      |
| 2005 | 7514      |
| 2010 | 7548      |